# Rā'

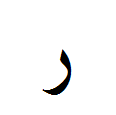
Ra in isolierter Form

Rāʾ, راء, ist der zehnte Buchstabe des arabischen Alphabets und (als Re) der zwölfte des persischen. Er ist aus dem phönizischen Resch hervorgegangen und dadurch mit dem lateinischen R, dem griechischen Rho und dem hebräischen Resch verwandt. Ihm ist der Zahlenwert 200 zugeordnet.

## Lautwert und Umschrift
Das Ra entspricht dem „Zungen-R“, wie es in einigen deutschen Mundarten und in einigen Fremdsprachen wie z. B. dem Spanischen vorkommt. Es ist deutlich vom „Zäpfchen-R“ zu unterscheiden, da dieser Laut im Arabischen in Form des Ghain ebenfalls vorhanden ist. In der DMG-Umschrift wird das Ra mit „r“ wiedergegeben.
Das Ra ist ein Sonnenbuchstabe, d. h., ein vorausgehendes al- (bestimmter Artikel) wird assimiliert.

## Ra in Unicode
| Unicode Codepoint | U+0631            |
| Unicode-Name      | ARABIC LETTER REH |
| HTML              | &#1585;           |
| ISO 8859-6        | 0xd1              |